# Saison 3 de Jessica Jones
Chronologie
Saison 2
Cet article présente les treize épisodes de la troisième et dernière saison de la série télévisée américaine Jessica Jones (Marvel's Jessica Jones).

## Synopsis
Jessica Jones, souffrant de stress post-traumatique, remise son costume de super-héroïne au placard afin d'ouvrir une agence de détective dans le but d'aider certains de ses confrères avec des super-pouvoirs. Après que Trish ait tué la mère de Jessica et décidé d'utiliser ses pouvoirs nouvellement acquis pour devenir justicière, Jessica a coupé les ponts. Cependant, Jessica a besoin de son aide quand un tueur est décidé à détruire la détective.

## Distribution

### Acteurs principaux
- Krysten Ritter : Jessica Jones
- Rachael Taylor : Trish « Patsy » Walker
- Eka Darville : Malcolm Ducasse
- Benjamin Walker : Erik Gelden (en) (épisodes 1, 3 à 6 et 9 à 13)
- Sarita Choudhury : Kith Lyonne (épisodes 1, 3 à 5, 9, 10 et 13)
- Jeremy Bobb : Gregory Salinger (en) (épisodes 3 à 9, 11 et 12)
- Tiffany Mack : Zaya Okonjo (épisodes 1, 3 à 8, 10 et 13)
- Carrie-Anne Moss : Jeri Hogarth
- Mike Colter : Luke Cage (épisode 13)

### Acteurs récurrents et invités
- David Tennant : Kilgrave (épisode 13)
- Rebecca De Mornay : Dorothy Walker (épisodes 1, 2, 6, 8 et 11)
- John Ventimiglia : Détective Eddy Costa (épisodes 1, 3, 6 à 9, 12 et 13)
- John Benjamin Hickey : Peter Lyonne (épisodes 1, 3 et 5)
- Aneesh Sheth : Gillian (épisodes 1, 3, 5, 7 à 10 et 12)
- Jessica Frances Dukes : Grace (épisodes 1 à 4, 8 et 12)
- Matt Weiss : Andrew Brandt (épisodes 1 à 3)
- Rachel McKeon : Char (épisodes 1, 5 à 10 et 13)
- Chris McGinn : Sharon (épisodes 1, 12 et 13)
- Kevin Chacon : Vido Arocho (épisode 1)
- J. R. Ramirez : Oscar Arocho (épisode 2)
- Jamie Neumann : Brianna « Berry » Gelden (épisodes 5, 6, 10, 12 et 13)
- Iviva Marc : Gor (épisodes 5 et 6)
- Michael Hsu Rosen : Laurent Lyonne (épisodes 6 et 9)
- Maury Ginsberg : Steven Benowitz (épisode 6)
- Tijuana Ricks : Thembi Wallace (épisodes 7 et 8)
- Larry Mitchell : Officier Carl Nussbaumer (épisodes 9 et 11)
- Tina Chilip : Détective Imada (épisodes 9 à 12)
- Anthoula Katsimatides : Détective Defford (épisodes 9 à 11)
- Bowman Wright : Officier Pickett (épisodes 9 et 11)
- Chaske Spencer : Jace Montero (épisodes 10 et 11)
- Mark Kenneth Smaltz : Gene Burchell (épisodes 10 et 11)
- Audrey Grace Marshall : Trish Walker jeune (épisode 11)

## Liste des épisodes

### Épisode 13:AKATout sacrifier
- Mike Colter (Luke Cage)
- David Tennant (Kilgrave)